# Semproniano
Semproniano é uma comuna italiana da região da Toscana, província de Grosseto, com cerca de 1.307 (Cens. 2001) habitantes. Estende-se por uma área de 81,44 km², tendo uma densidade populacional de 16 hab/km². Faz fronteira com Castell'Azzara, Manciano, Roccalbegna, Santa Fiora, Sorano.

## Demografia
| Variação demográfica do município entre 1861 e 2011                               |
|                                                                                   |
| Fonte: Istituto Nazionale di Statistica (ISTAT) - Elaboração gráfica da Wikipedia |